# Simino Brdo
Simino Brdo (en serbe cyrillique : Симино Брдо) est un village de Serbie situé sur le territoire de la Ville de Loznica, district de Mačva. Au recensement de 2011, il comptait 231 habitants.

## Démographie
| 1948 | 1953 | 1961 | 1971 | 1981 | 1991 | 2002 | 2011 |
| ---- | ---- | ---- | ---- | ---- | ---- | ---- | ---- |
| 335  | 360  | 347  | 336  | 309  | 277  | 244  | 231  |

|  |